# Battista Agnese
Battista Agnese (1500 circa – 1564) è stato un cartografo italiano.
Era di origine genovese, ma fu attivo a Venezia, dove lavorava su incarico di principi, mercanti e ufficiali di alto rango.
Nel 1525 preparò la prima carta della Moscovia che era basata su notizie geografiche narrate a Paolo Giovio dall'ambasciatore russo Dmitry Gerasimov.
Fra il 1534 e il 1564 il suo laboratorio produsse almeno 71 atlanti di cartine nautiche, di minor valore rispetto alle carte della Scuola Cartografica di Dieppe, ma considerate di fine artigianato. Le carte solitamente includevano la latitudine, ma non la longitudine, ed erano profusamente decorate.
Uno dei lavori più conosciuti di Agnese è un atlante commissionato da Carlo V per suo figlio Filippo II. Apparentemente prodotto intorno al 1542, rappresenta correttamente la baia della California come una penisola e non come un'isola.
Ad Agnese piaceva inserire le nuove scoperte geografiche nelle sue carte. Per esempio, egli tracciò nel suo planisfero la rotta del viaggio di Ferdinando Magellano, e in oro puro la rotta dalla Spagna al Perù attraverso l'Istmo di Panama, che serviva per trasportare l'oro dalle colonie alla madrepatria.